# Kavumu (vattendrag i Burundi, Ngozi)
Kavumu är ett vattendrag i Burundi.   Det ligger i provinsen Ngozi, i den centrala delen av landet, 80 kilometer nordost om huvudstaden Bujumbura.
Omgivningarna runt Kavumu är en mosaik av jordbruksmark och naturlig växtlighet. Runt Kavumu är det tätbefolkat, med 343 invånare per kvadratkilometer.